# Сан-Диего (залив)
Сан-Дие́го (англ. San Diego Bay) — узкий длинный залив Тихого океана в США, в штате Калифорния, в округе Сан-Диего, с запада ограниченный мысом Лома и томболо Силвер-Странд, соединяющим остров Коронадо с материком. На побережье залива расположены города Сан-Диего, Коронадо и Чула-Виста, а также международный аэропорт Сан-Диего. Через залив построен мост Коронадо — Сан-Диего.
Открыл залив в 1542 году испанец Хуан Родригес Кабрильо. У входа в залив находится национальный памятник «Кабрильо». В 1602 году испанец Себастьян Вискаино дал заливу название Сан-Диего по названию своего флагмана.
В Сан-Диего базируется самый мощный в мире военно-морской флот (всего 100 тысяч военнослужащих). На побережье залива находится множество военных объектов, среди них авиационная база ВМС Норт-Айленд, Командование военно-морских сил NAVWAR (до 2019 года — SPAWAR), военно-морские базы «Пойнт-Лома», «Коронадо» и «Сан-Диего», учебный пункт новобранцев Корпуса морской пехоты «Сан-Диего», 79-я пехотная бригадная тактическая группа Национальной гвардии Калифорнии, станция береговой охраны «Сан-Диего» и другие. С 1945 года по 1985 год в Сан-Диего находился 11-й военно-морской округ (11th Naval District) Тихоокеанского флота.
Здесь действуют одни из самых мощных американских судостроительных верфей компаний Continental Maritime of San Diego (подразделение Huntington Ingalls Industries), BAE Systems Ship Repair (подразделение BAE Systems), National Steel and Shipbuilding Company (NASSCO, дочерняя компания General Dynamics).
На побережье залива находится Морской музей, открытый в 1948 году и Музей «Авианосец Мидуэй».
В заливе находятся острова Коронадо, Шелтер-Айленд и Харбор-Айленд.
В заливе находится Национальный резерват дикой природы Сан-Диего-Бэй.
По заливу желающих катают прогулочные катера и паромы.
На мысе Лома находится национальное кладбище Форт-Розекранс.

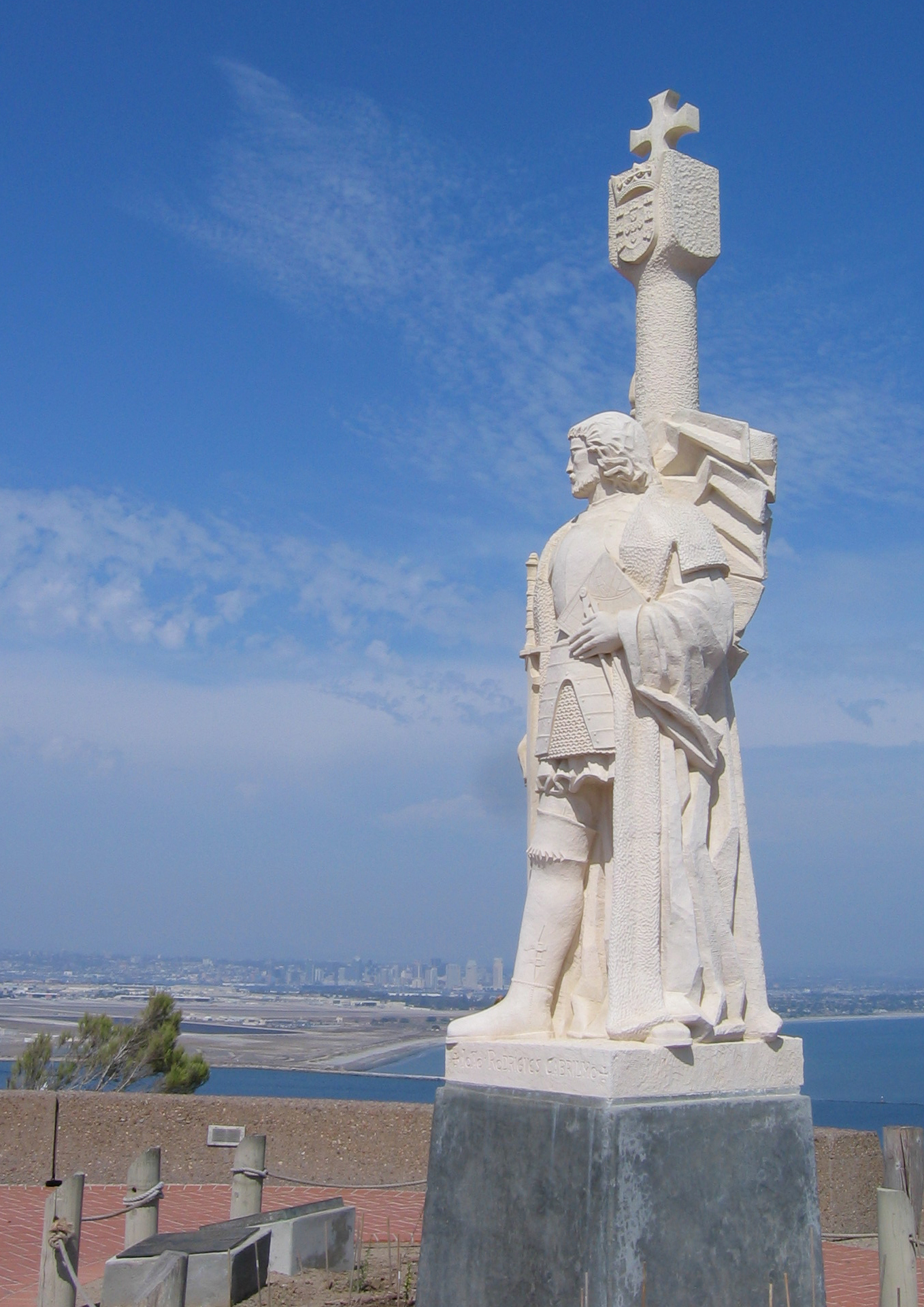
Национальный памятник «Кабрильо»[англ.]
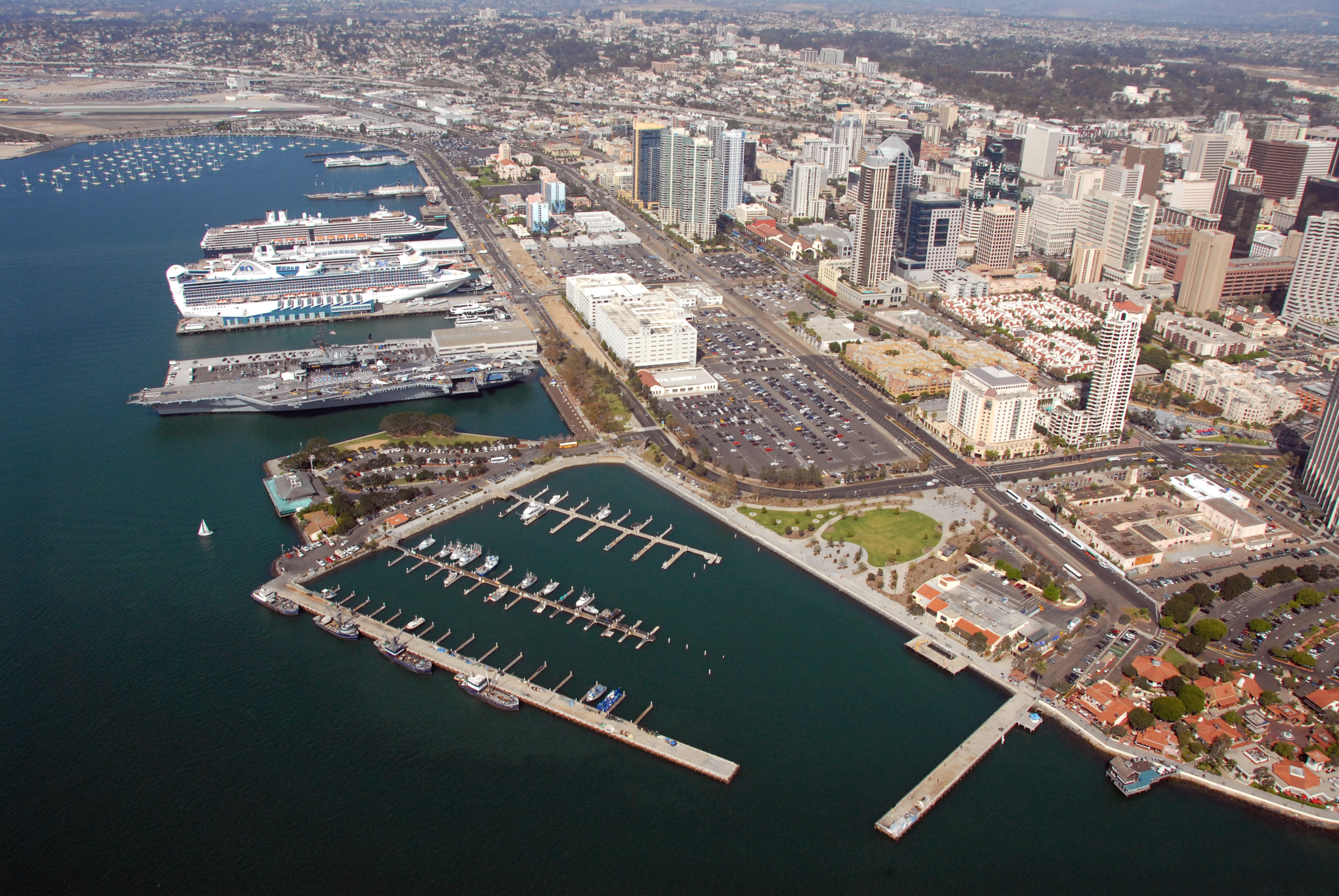
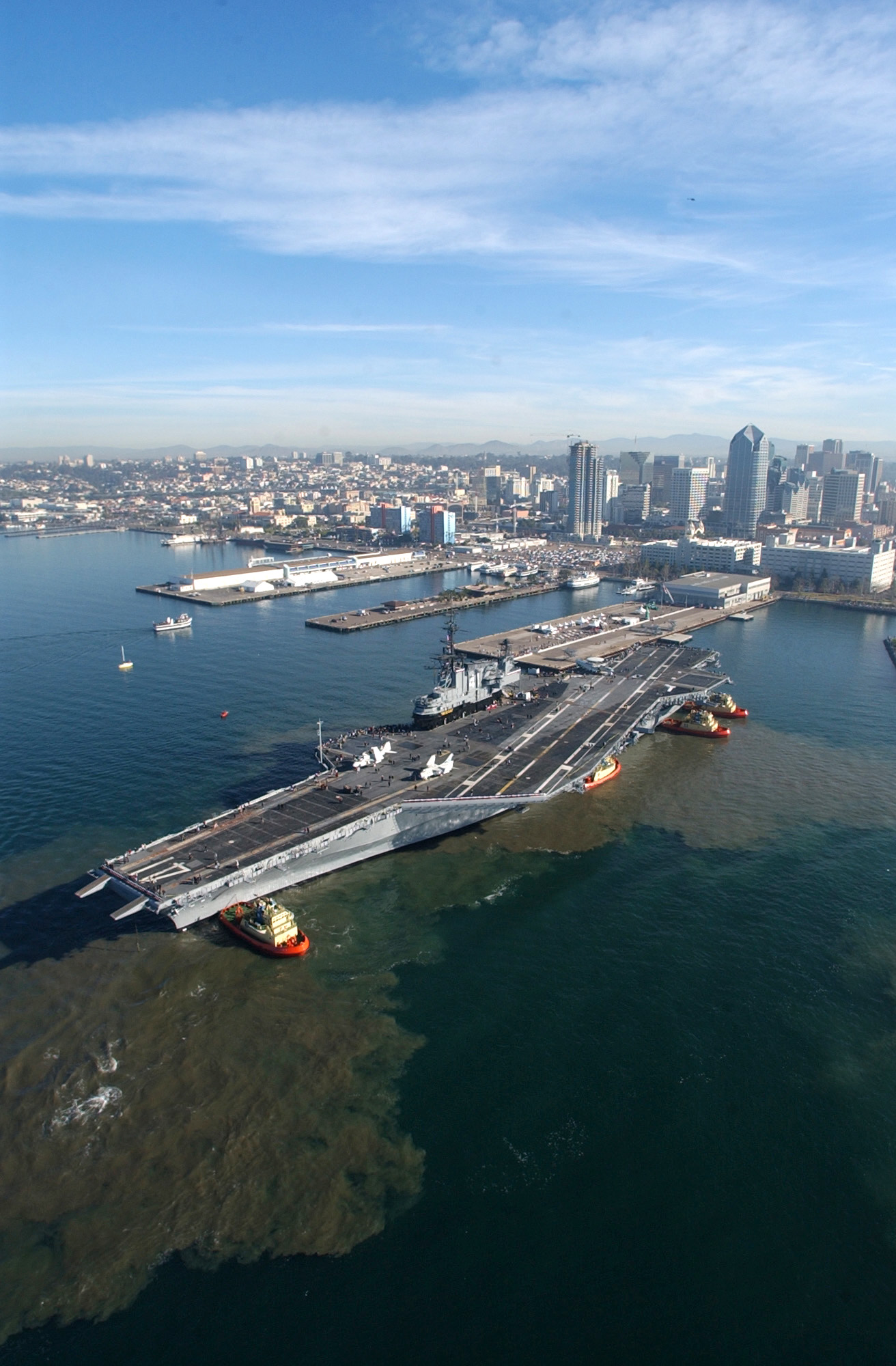
Музей «Авианосец Мидуэй»[англ.]
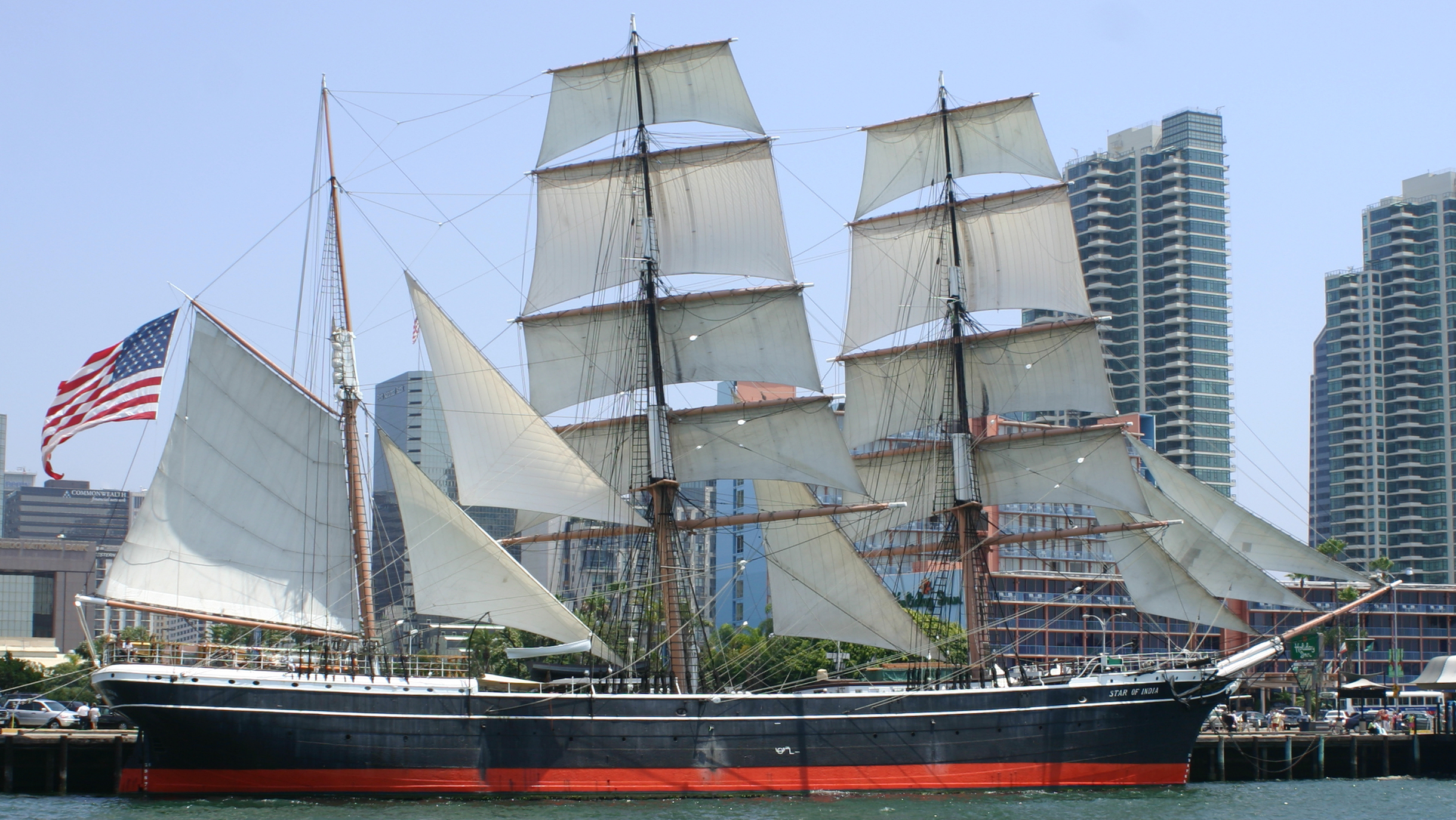
Судно Star of India[англ.] в Морском музее[англ.]
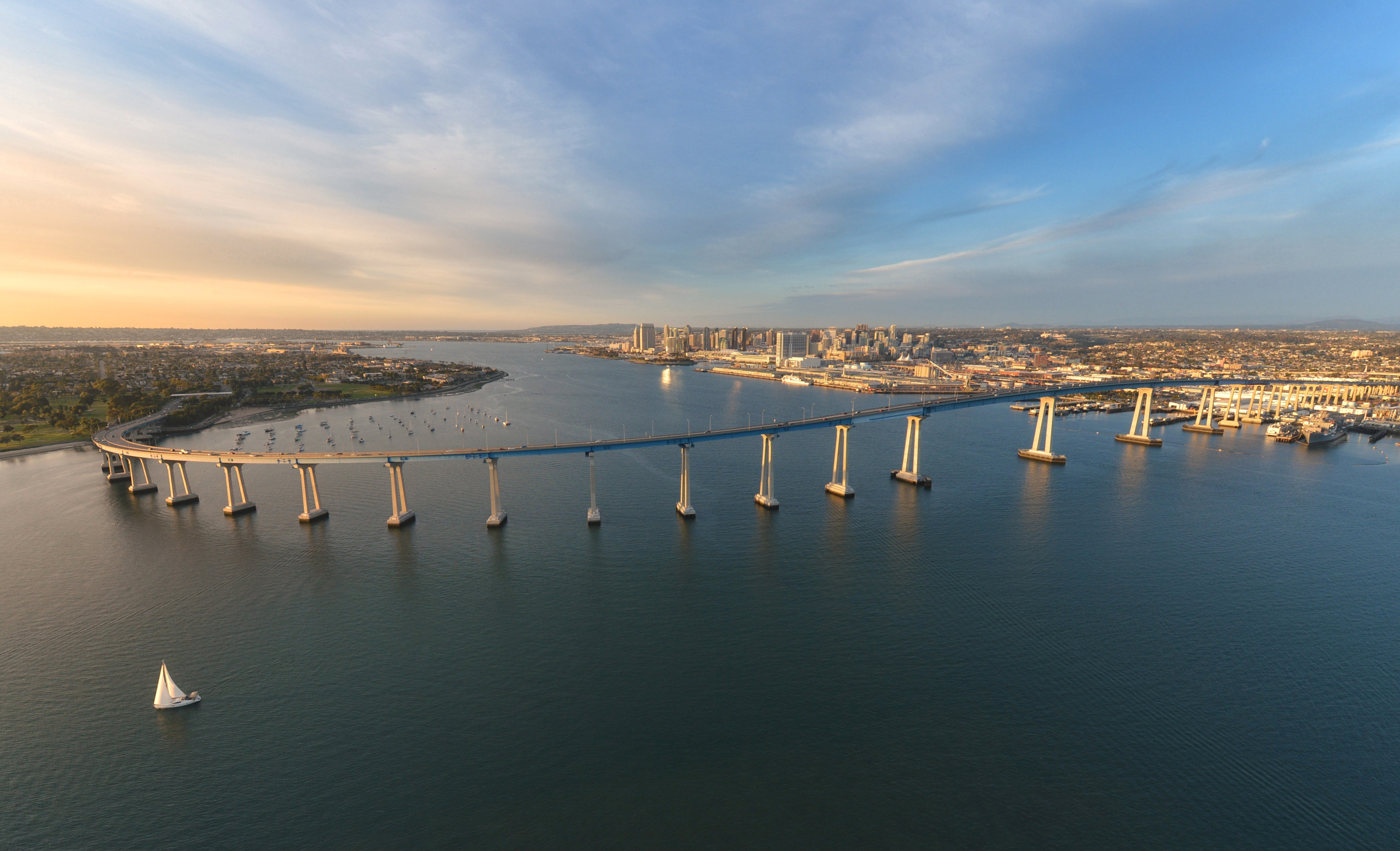
Мост Коронадо — Сан-Диего[англ.]